# 菲奧拉河

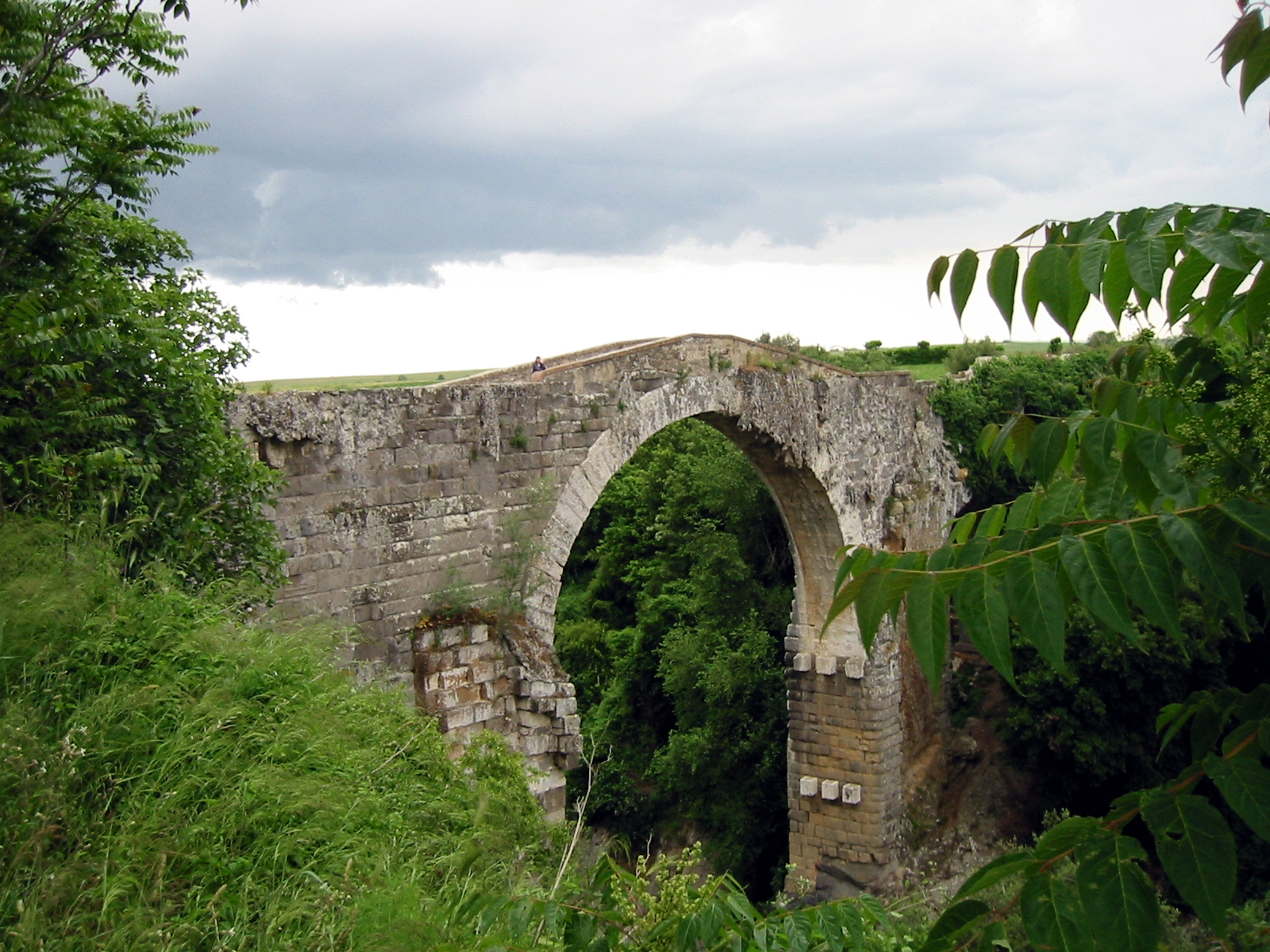

菲奧拉河是意大利的河流，河道全長83公里，流域面積1,600平方公里，發源自聖菲奧拉附近的阿米亞塔山南坡，最終注入提雷尼亞海。

## 外部連結
- Vulci Castle and Fiora River

42°20′N 11°34′E / 42.333°N 11.567°E